# راسكال
راسكال (باليابانية:あらいぐまラスカル) مسلسل أنمي ياباني من إنتاج إستديو نيبون أنيميشن بدا عرضة لأول مره في 2 يناير 1977 واستمر حتى 25 ديسمبر 1977 وتمت دبلجة المسلسل للغة العربية وعرض على عدة قنوات عربية.

## القصة
قصة المسلسل مقتبسة من رواية كاتب راسكال للمؤلف توماس ستيرلنج نورث عام 1963 .
القصة تتحدث عن الفتي داني الذي وجد راكونا صغيرا في الغابة ماتت امه فاعتنى به حتى كبر, وقد واجه الكثير من المتاعب والمضايقات وخصوصا من سعيد وهو أحد الاولاد المزعجين في الصف الذي حاول كثيرا ان يختطف راسكال(كما اسماه داني).
كما تحكي القصة عن موت والدة داني وتعرض والده إلى مشاكل مادية فيترك داني راسكال في الغابة ليبدا حياته فيها بعد ان أصبح قادرا على الاعتماد على نفسه ويذهب هو مع اخته وزوجها إلى حيث تسكن ليعيش معها.

## الشخصيات
- داني : فتى هادئ وطيب
- راسكال : حيوان راكون وهو صديق داني
- حسام: صديق داني المقرب
- ديما: صديقة داني المقربة
- رولا: اخت ديما الكبرى
- وسيم: زوج رولا
- السيد علاء: رجل لئيم يريد اصتياد راسكال ليصنع من فروه قبعة

## روابط خارجية
- راسكال على موقع IMDb (الإنجليزية)
- راسكال على موقع كينوبويسك (الروسية)
- راسكال على موقع قاعدة بيانات الفيلم (الإنجليزية)
- راسكال على موقع ANN anime (الإنجليزية)